# Bobrzany
Bobrzany – wieś w Polsce położona w województwie lubuskim, w powiecie żagańskim, w gminie Małomice.
W latach 1975–1998 miejscowość administracyjnie należała do województwa zielonogórskiego.

## Zabytki
Do wojewódzkiego rejestru zabytków wpisany jest:
- zespół zamkowy, z XVI-XIX wieku: 
  - zamek w ruinie, z końca XV wieku, w połowie XVI wieku, w XIX wieku-XX wieku
  - park
  - dwa spichlerze, nie istnieją.

10 października 2020 r. na placu naprzeciwko Świetlicy Wiejskiej został odsłonięty pomnik upamiętniający ekspatriantów z Kresów Wschodnich, osiedlonych w Bobrzanach.